# Somatochlora margarita
Somatochlora margarita é uma espécie de libelinha da família Corduliidae.
É endémica dos Estados Unidos da América.
Os seus habitats naturais são: rios.